# Schwalenberger Wald
Das Naturschutzgebiet Schwalenberger Wald befindet sich im Kreis Lippe und hat eine Fläche von insgesamt rund 2928,1 ha. Das Gebiet wird mit der Nummer LIP-063 geführt und erstreckt sich über Teile der Städte Schieder-Schwalenberg und Lügde.
Es wurde insbesondere zum großflächigen Schutz von feuchten Hochstaudenfluren, Hainsimsen-Buchenwald, Waldmeister-Buchenwald und Erlen-Eschen-Weichholzauenwald ausgewiesen.
Das Gebiet hat besonders für folgende Tierarten Bedeutung:
- Kammmolch
- Mittelspecht
- Rotmilan
- Schwarzstorch
- Schwarzspecht
- Grauspecht
- Groppe
- Hirschkäfer
- Große Moosjungfer

Der Schutzstatus der beiden ehemaligen Naturschutzgebiete Mörth und Salkenbruch wurde bei der Entstehung des Naturschutzgebietes Schwalenberger Wald aufgehoben und beide Gebiete vollständig integriert.